# Nummo
Nummo är förgångna andar (eller gudar) som dogonfolket tillber i Mali.  Ordet "nummo" (eller nommos) kommer från dogonfolkets språk, och betyder "att få en att dricka". Nummo beskrivs vara amfibier, hemafroditiska fisk-liknande varelser. Inom dogonfolkets konst beskrivs nummo se ut som en humanoid med fötter, fast med fisk-liknande utseende och med svans. Man ger nummos en referens som "Vattnets mästare", "Övervakarna" och "Lärarna". Nummo kan vara ett namn för en individ, eller en grupp av andar.   

## Mytologi
Enligt dogonfolkets mytologi var nummo de första som skapades av himmelsguden Amma. Efter dess skapelse så transformerades nummo och förökade sig till fyra par tvillingar. En av tvillingarna gick emot den universala freden som Amma skapat. För att återställa fred i universum så offrade Amma en nummo, vars kropp splittrades genom världen. Detta ser dogonfolket som ett tecken, då de byggde en böneplats där de såg att en kroppsdel föll ner.
De franska antropologerna Marcel Griaule och Germaine Dieterlen hade levt med dogonfolket sedan 1931 och fick ta emot ny information under 1940-talet om nummo. En av dogonfolket, som Griaule och Dieterlen hade levt med, påstod att nummo levde på en värld som snurrade runt stjärnan Sirius. Nummo kom från himlen i en maskin, hand i hand med eld och åska. När de väl anlänt skapade nummo ett reservat av vatten som de dök in i. Enligt dogonfolket kräver nummo vatten för att överleva. Enligt legenden som Griaule och Dieterlen fick ta del av sades det att: "Nummo delade sin kropp och födde den till människorna; det är därför det sägs att "universumet har druckit hans kropp". Han delade med sig sin vetskap för människorna". Sedan korsfästes nummo på ett träd, men återuppstod och åkte tillbaka till sin hemvärld. Enligt dogonfolkets legender ska nummo komma tillbaka till jorden i framtiden, fast då i mänsklig form.

## Motiv
Nummo liknar fysiskt de andra mytologiska varelserna som hittas hos andra folk, så som i Babylon, Sumer, Kina och Grekland. Man är även intresserad av länken mellan Jesus Kristus och nummo: både blev korsfästa, och både instruerade sina anhängare till att "dricka av deras kropp", både hade även länkar till fisken (nummos utseende, och fisk som symbol i kristendomen).

## Kontrovers
Boken The Sirius Mystery från 1970-talet, skriven av Robert Temple, populariserade dogonfolket och dess länk till nummo. I boken skriver Temple att det enda sättet dogonfolket kunnat veta så mycket om universum är att nummos är en utomjordisk ras som kommit till jorden och givit dogonfolket dess vetskap. 
Men vissa antropologister som studerade dogonfolket, så som Walter van Beek, hittade inga bevis på några historiska avancerad vetskap om Sirius. Van Beek ansåg att Griaule hade frågat dogonfolket på ett sätt som bara skapat nya myter. Carl Sagan rapporterade att det var först på 1940-talet dogonfolket yttrade sig om Sirius, vilket skulle ge dem tid nog att ta reda på Sirius av andra, jordiska civilisationer. Man har också poängterat att binärsystem som Sirius ska ha en extremt liten eller icke existent planetär zon, vilket skulle göra det nästan omöjligt för en planet att hålla liv, speciellt livsformer som är beroende av vatten (så som nummo).
Man ska också notera att då Griaule och Dieterlen fick reda på nummolegenden så hade dogonfolket redan varit i kontakt med islam och kristendomen, vilket ytterligare skulle ha kunnat påverka dogonfolkets nummolegend, så som Jesu korsfästning.

## Inom fiktion
- Larry Niven och Steven Barnes använde nummolegenden som bakgrund till ett rollspel.

- Författaren Tom Robbins diskuterar nummo och Sirius i boken Half Asleep in Frog Pajamas.

- Philip K. Dick använder legenden i sin bok Valis.

- Nummo finns med i den andra boken i Battlespace-trilogin, skriven av Ian Douglas.

- I spelet Masters of Orion är nummo en rebellras.